# Porta alla Croce
 (janvier 2020).
Si vous disposez d'ouvrages ou d'articles de référence ou si vous connaissez des sites web de qualité traitant du thème abordé ici, merci de compléter l'article en donnant les références utiles à sa vérifiabilité et en les liant à la section « Notes et références ».

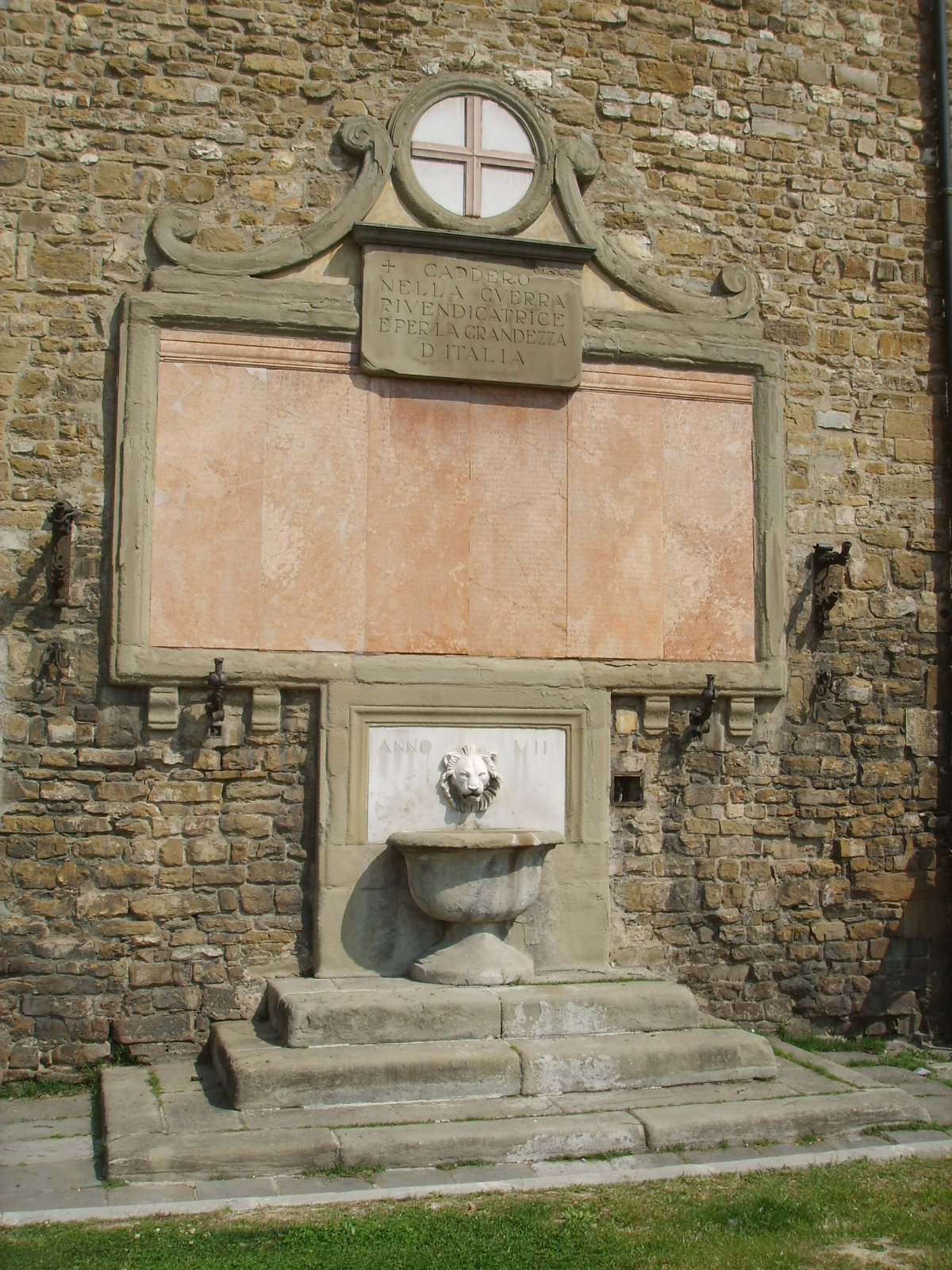
La fontaine et le mémorial aux morts

La Porta alla Croce est l'une des portes monumentales survivantes des murs de Florence du XIIIe siècle. Elle se trouve sur la Piazza Beccaria, l'un des îlots de circulation créés au XIXe siècle avec les avenues Circonvallazione.

## Histoire
La croix qui lui donne son nom, appelée « Croce al Gorgo », était située un peu plus loin vers l'Arno et, selon la tradition, rappelait l'endroit où le proto-martyr florentin San Miniato avait été décapité : d'ici il se serait levé et prenant sa tête sous son bras, il aurait marché jusqu'à la colline de l'autre côté de l'Arno où la basilique de San Miniato al Monte se serait élevée. Le tourbillon auquel il fait référence était une anse de l'Arno autrefois situé près de la Piazza Piave.
La porte est maintenant isolée pour marquer le centre de la grande place définie dans le cadre du plan de rénovation de la ville par Giuseppe Poggi à l'époque de Florence Capitale (1865-1871). Comme dans les autres cas de portes de la ville, la construction d'origine (qui est censée être due à Arnolfo di Cambio et datable de 1284) a subi diverses transformations au fil du temps, la plus frappante au XVIe siècle, avec sa réduction de hauteur à l'occasion du siège de 1529-1530, visant à adapter le système défensif à de nouvelles armes de guerre et notamment à être moins vulnérable aux canonnades.
En 1813, l'architecte Luigi de Cambray Digny ajoute deux corps de garde et plus tard l'architecte Paolo Veraci deux portiques du côté de la campagne (ces éléments sont également démolis en 1865).
Sur la place adjacente se trouvait la gare de Porta alla Croce, démolie en 1896, où se trouvait l'extrémité du tramway du Chianti.
La porte apparaît dans la liste dressée en 1901 par la Direction générale des antiquités et des beaux-arts, comme un édifice monumental à considérer comme patrimoine artistique national.

## Bibliographie

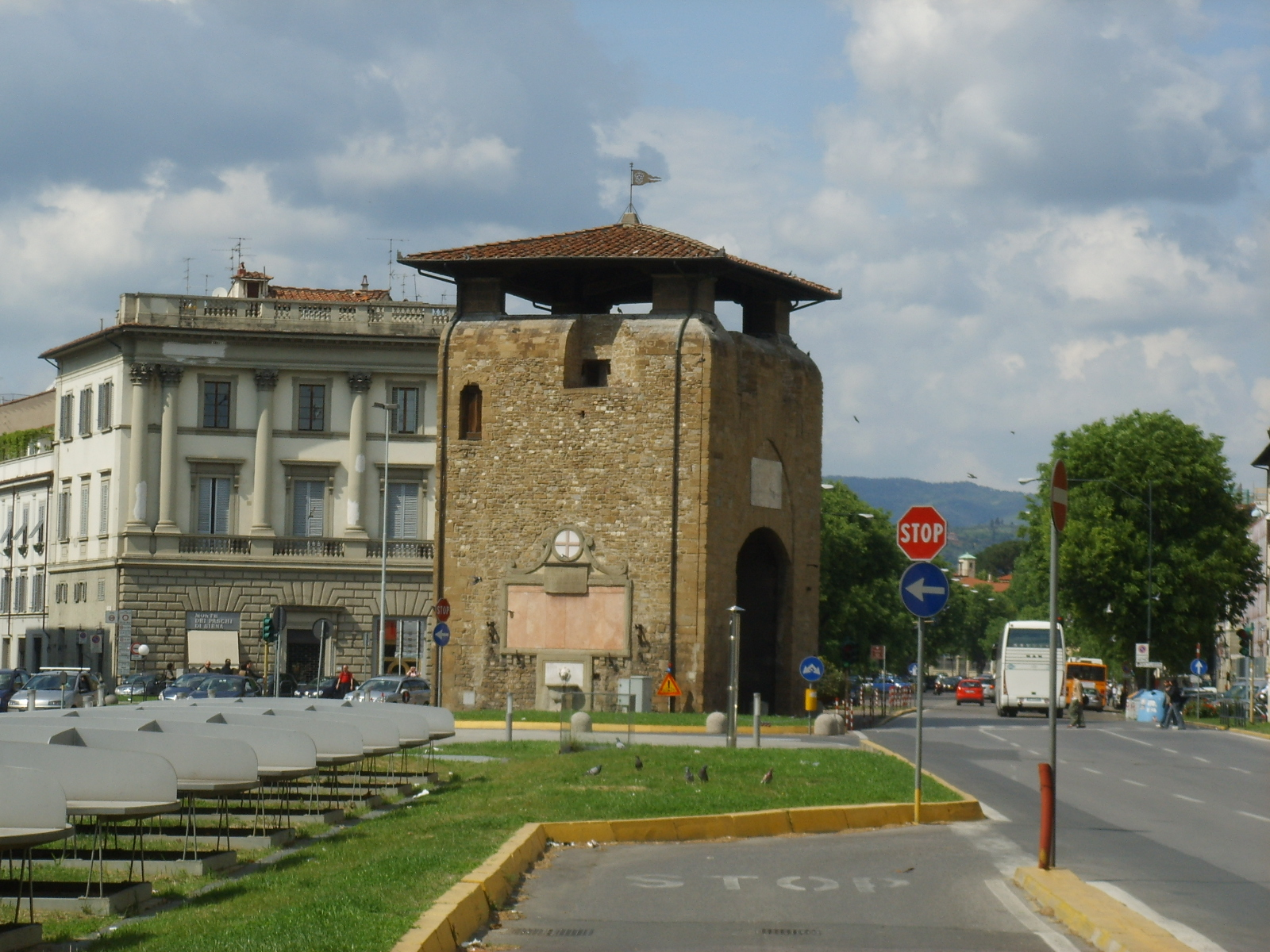
Vue latérale